# Hanna (gemeente)
De gemeente Hanna is een landgemeente in het Poolse woiwodschap Lublin, in powiat Włodawski.
De zetel van de gemeente is in Hanna. De gemeente bestaat uit de dorpen: Dańce, Dołhobrody, Holeszów, Holeszów PGR, Janówka, Konstantyn, Kuzawka, Lack, Nowy Holeszów, Pawluki en Zaświatycze.
Op 30 juni 2004 telde de gemeente 3387 inwoners.

## Oppervlakte gegevens
In 2002 bedroeg de totale oppervlakte van gemeente Hanna 139,02 km², waarvan:
- agrarisch gebied: 77%
- bossen: 17%

De gemeente beslaat 11,07% van de totale oppervlakte van de powiat.

## Demografie
Stand op 30 juni 2004:
| Omschrijving                   | Totaal | Totaal | Vrouwen | Vrouwen | Mannen | Mannen |
| ------------------------------ | ------ | ------ | ------- | ------- | ------ | ------ |
| eenheid                        | aantal | %      | aantal  | %       | aantal | %      |
| inwoners                       | 3387   | 100    | 1679    | 49,6    | 1708   | 50,4   |
| bevolkingsdichtheid (inw./km²) | 24,4   | 24,4   | 12,1    | 12,1    | 12,3   | 12,3   |

In 2002 bedroeg het gemiddelde inkomen per inwoner 1282,36 zł.

## Aangrenzende gemeenten
Sławatycze, Sosnówka, Tuczna, Włodawa.